# Lijst van afleveringen van Vikings
Dit is een lijst van afleveringen van de Canadees-Ierse dramaserie Vikings van de Canadese televisiezender History Channel, een van de dochters van History. Alle afleveringen zijn geschreven door de Engelse scenarioschrijver Michael Hirst.

## Seizoenoverzicht
| Seizoen | Aantal afleveringen | Uitgezonden                        |  |
| ------- | ------------------- | ---------------------------------- |  |
| 1       | 9                   | 3 maart 2013 – 28 april 2013       |  |
| 2       | 10                  | 27 februari 2014 – 1 mei 2014      |  |
| 3       | 10                  | 19 februari 2015 – 23 april 2015   |  |
| 4       | 20*                 | 18 februari 2016 – 1 februari 2017 |  |
| 5       | 20**                | 29 november 2017 – 30 januari 2019 |  |
| 6       | 20***               | 4 december 2019 – heden            |  |

* seizoen 4: afl 1 t/m 10 in voorjaar 2016, afl 11 t/m 20 in najaar 2016

** seizoen 5: afl 1 t/m 10 in najaar 2017, afl 11 t/m 20 in 2018

*** seizoen 6: afl 1 t/m 10 in najaar 2019, afl 11 t/m 20 in 2020

## Seizoen 1
| Nr. | Titel                 | Regisseur       | Datum         |
| --- | --------------------- | --------------- | ------------- |
| 1   | Rites of Passage      | Johan Renck     | 3 maart 2013  |
| 2   | Wrath of the Northmen | Johan Renck     | 10 maart 2013 |
| 3   | Dispossessed          | Johan Renck     | 17 maart 2013 |
| 4   | Trial                 | Ciarán Donnelly | 24 maart 2013 |
| 5   | Raid                  | Ciarán Donnelly | 31 maart 2013 |
| 6   | Burial of the Dead    | Ciarán Donnelly | 7 april 2013  |
| 7   | A King's Ransom       | Ken Girotti     | 14 april 2013 |
| 8   | Sacrifice             | Ken Girotti     | 21 april 2013 |
| 9   | All Change            | Ken Girotti     | 28 april 2013 |

## Seizoen 2
| Nr. | #  | Titel             | Regisseur       | Datum            |
| --- | -- | ----------------- | --------------- | ---------------- |
| 10  | 1  | Brother's War     | Ciarán Donnelly | 27 februari 2014 |
| 11  | 2  | Invasion          | Ciarán Donnelly | 6 maart 2014     |
| 12  | 3  | Treachery         | Ken Girotti     | 13 maart 2014    |
| 13  | 4  | Eye For an Eye    | Ken Girotti     | 20 maart 2014    |
| 14  | 5  | Answers in Blood  | Jeff Woolnough  | 27 maart 2014    |
| 15  | 6  | Unforgiven        | Jeff Woolnough  | 3 april 2014     |
| 16  | 7  | Blood Eagle       | Kari Skogland   | 10 april 2014    |
| 17  | 8  | Boneless          | Kari Skogland   | 17 april 2014    |
| 18  | 9  | The Choice        | Ken Girotti     | 24 april 2014    |
| 19  | 10 | The Lord's Prayer | Ken Girotti     | 1 mei 2014       |

## Seizoen 3
| Nr. | #  | Titel          | Regisseur      | Datum            |
| --- | -- | -------------- | -------------- | ---------------- |
| 20  | 1  | Mercenary      | Ken Girotti    | 19 februari 2015 |
| 21  | 2  | The Wanderer   | Ken Girotti    | 26 februari 2015 |
| 22  | 3  | Warrior's Fate | Jeff Woolnough | 5 maart 2015     |
| 23  | 4  | Scarred        | Jeff Woolnough | 12 maart 12 2015 |
| 24  | 5  | The Usurper    | Helen Shaver   | 19 maart 2015    |
| 25  | 6  | Born Again     | Helen Shaver   | 26 maart 2015    |
| 26  | 7  | Paris          | Kelly Makin    | 2 april 2015     |
| 27  | 8  | To the Gates!  | Kelly Makin    | 9 april 2015     |
| 28  | 9  | Breaking Point | Ken Girotti    | 16 april 2015    |
| 29  | 10 | The Dead       | Ken Girotti    | 23 april 2015    |

## Seizoen 4
| Nr. | #  | Titel                                    | Regisseur       | Datum            |
| --- | -- | ---------------------------------------- | --------------- | ---------------- |
| 30  | 1  | A Good Treason                           | Ciarán Donnelly | 18 februari 2016 |
| 31  | 2  | Kill the Queen                           | Ciarán Donnelly | 25 februari 2016 |
| 32  | 3  | Mercy                                    | Ciarán Donnelly | 3 maart 2016     |
| 33  | 4  | Yol                                      | Helen Shaver    | 10 maart 2016    |
| 34  | 5  | Promised                                 | Helen Shaver    | 17 maart 2016    |
| 35  | 6  | What Might Have Been                     | Ken Girotti     | 24 maart 2016    |
| 36  | 7  | The Profit and the Loss                  | Ken Girotti     | 31 maart 2016    |
| 37  | 8  | Portage                                  | Ken Girotti     | 7 april 2016     |
| 38  | 9  | Death All 'Round                         | Jeff Woolnough  | 14 april 2016    |
| 39  | 10 | The Last Ship                            | Jeff Woolnough  | 21 april 2016    |
| 40  | 11 | The Outsider                             | Daniel Grou     | 30 november 2016 |
| 41  | 12 | The Vision                               | Daniel Grou     | 7 december 2016  |
| 42  | 13 | Two Journeys                             | Sarah Harding   | 14 december 2016 |
| 43  | 14 | In the Uncertain Hour Before the Morning | Sarah Harding   | 21 december 2016 |
| 44  | 15 | All His Angels                           | Ciarán Donnelly | 28 december 2016 |
| 45  | 16 | Crossings                                | Ciarán Donnelly | 4 januari 2017   |
| 46  | 17 | The Great Army                           | Jeff Woolnough  | 11 januari 2017  |
| 47  | 18 | Revenge                                  | Jeff Woolnough  | 18 januari 2017  |
| 48  | 19 | On the Eve                               | Ben Bolt        | 25 januari 2017  |
| 49  | 20 | The Reckoning                            | Ben Bolt        | 1 februari 2017  |

## Seizoen 5
| Nr.   | #   | Titel                        | Regisseur         | Datum            |
| ----- | --- | ---------------------------- | ----------------- | ---------------- |
| 50 51 | 1 2 | The Fisher King The Departed | David Wellington  | 29 november 2017 |
| 52    | 3   | Homeland                     | Steve Saint Leger | 6 december 2017  |
| 53    | 4   | The Plan                     | Steve Saint Leger | 13 december 2017 |
| 54    | 5   | The Prisoner                 | Ciarán Donnelly   | 20 december 2017 |
| 55    | 6   | The Message                  | Ciarán Donnelly   | 27 december 2017 |
| 56    | 7   | Full Moon                    | Jeff Woolnough    | 3 januari 2018   |
| 57    | 8   | The Joke                     | Jeff Woolnough    | 10 januari 2018  |
| 58    | 9   | A Simple Story               | Daniel Grou       | 17 januari 2018  |
| 59    | 10  | Moments of Vision            | Daniel Grou       | 24 januari 2018  |
| 60    | 11  | The Revelation               | Ciarán Donnelly   | 28 november 2018 |
| 61    | 12  | Murder Most Foul             | Ciarán Donnelly   | 5 december 2018  |
| 62    | 13  | A New God                    | Ciarán Donnelly   | 12 december 2018 |
| 63    | 14  | The Lost Moment              | Steve Saint Leger | 19 december 2018 |
| 64    | 15  | Hell                         | Steve Saint Leger | 26 december 2018 |
| 65    | 16  | The Buddha                   | Steve Saint Leger | 2 januari 2019   |
| 66    | 17  | The Most Terrible Thing      | Helen Shaver      | 9 januari 2019   |
| 67    | 18  | Baldur                       | Helen Shaver      | 16 januari 2019  |
| 68    | 19  | What Happens in the Cave     | David Wellington  | 23 januari 2019  |
| 69    | 20  | Ragnarok                     | David Wellington  | 30 januari 2019  |

## Seizoen 6
| Nr.   | #   | Titel                         | Regisseur         | Datum            |
| ----- | --- | ----------------------------- | ----------------- | ---------------- |
| 70 71 | 1 2 | New Beginnings The Prophet    | Steve Saint Leger | 4 december 2019  |
| 72    | 3   | Ghosts, Gods and Running Dogs | Steve Saint Leger | 11 december 2019 |
| 73    | 4   | All the Prisoners             | David Frazee      | 18 december 2019 |
| 74    | 5   | The Key                       | David Frazee      | 1 januari 2020   |
| 75    | 6   | Death and the Serpent         | David Frazee      | 8 januari 2020   |
| 76    | 7   | The Ice Maiden                | Steve Saint Leger | 15 januari 2020  |
| 77    | 8   | Valhalla Can Wait             | Katheryn Winnick  | 22 januari 2020  |
| 78    | 9   | Resurrection                  | Daniel Grou       | 29 januari 2020  |
| 79    | 10  | The Best Laid Plans           | Daniel Grou       | 5 februari 2020  |
| 80    | 11  | King of Kings                 | Daniel Grou       | 30 december 2020 |
| 81    | 12  | All Change                    | David Frazee      | 30 december 2020 |
| 82    | 13  | The Signal                    | David Frazee      | 30 december 2020 |
| 83    | 14  | Lost Souls                    | Helen Shaver      | 30 december 2020 |
| 84    | 15  | All at Sea                    | Helen Shaver      | 30 december 2020 |
| 85    | 16  | The Final Straw               | Paddy Breathnach  | 30 december 2020 |
| 86    | 17  | The Rafy of Medusa            | Paddy Breathnach  | 30 december 2020 |
| 87    | 18  | It's Only Magic               | Steve Saint Leger | 30 december 2020 |
| 88    | 19  | The Lord Giveth...            | Steve Saint Leger | 30 december 2020 |
| 89    | 20  | The Last Akte                 | Steve Saint Leger | 30 december 2020 |